# Neurogomphus carlcooki
Neurogomphus carlcooki – gatunek ważki z rodziny gadziogłówkowatych (Gomphidae).